# ATP Tour 1993
In der folgenden Tabelle werden die Turniere der professionellen Herrentennis-Saison 1993 (ATP Tour) dargestellt. Neu im Turnierkalender fanden sich einige neue Turniere, vor allem in Asien wurden mit den Turnieren von Doha, Dubai, Kuala Lumpur, Jakarta, Osaka und Peking viele neue Veranstaltungen geschaffen; ebenfalls neu im Kalender waren die Turniere von Halle, Marseille, Mexiko-Stadt, Saragossa, Coral Springs, Bukarest, Buenos Aires und Santiago de Chile. Das Turnier von Johannesburg wanderte nach Durban. Nicht mehr im Tourkalender fanden sich die drei brasilianischen Turniere von Maceió, Guarujá und Búzios sowie jene in Wellington, Brüssel, Köln, Singapur, Brisbane und Taipeh.

## Übersicht
| Anzahl der Turniere nach Turnierserie |
| ------------------------------------- |
| Grand Slam                            |
| ATP Finals Grand Slam Cup             |
| ATP Championship Series, Single-Week  |
| ATP Championship Series               |
| ATP World Series                      |
| Davis Cup                             |
| Teamwettbewerbe                       |

## Turnierplan
| Datum1                  | Ort                                              | Turnier                                            | Serie                   | Belag2                 | Sieger Einzel                   | Sieger Doppel                      |
| ----------------------- | ------------------------------------------------ | -------------------------------------------------- | ----------------------- | ---------------------- | ------------------------------- | ---------------------------------- |
| 04.01.                  | Adelaide                                         | Pure Milk Australian Men’s Hardcourt Championships | ATP World Series        | Hartplatz              | Nicklas Kulti                   | Todd Woodbridge Mark Woodforde     |
| 04.01.                  | Doha                                             | Qatar ExxonMobil Open                              | ATP World Series        | Hartplatz              | Boris Becker                    | Boris Becker Patrik Kühnen         |
| 04.01.                  | Kuala Lumpur                                     | Kuala Lumpur Open                                  | ATP World Series        | Hartplatz              | Richey Reneberg                 | Jacco Eltingh Paul Haarhuis        |
| 10.01.                  | Sydney                                           | Peters New South Wales Open                        | ATP World Series        | Hartplatz              | Pete Sampras                    | Sandon Stolle Jason Stoltenberg    |
| 10.01.                  | Auckland                                         | Benson and Hedges Open                             | ATP World Series        | Hartplatz              | Alexander Wolkow                | Grant Connell Patrick Galbraith    |
| 10.01.                  | Jakarta                                          | Indonesia Open                                     | ATP World Series        | Hartplatz              | Michael Chang                   | Diego Nargiso Guillaume Raoux      |
| 17.01.                  |                                                  |                                                    |                         |                        |                                 |                                    |
| Melbourne               | Australian Open                                  | Grand Slam                                         | Hartplatz               | Jim Courier            | Danie Visser Laurie Warder      |                                    |
| 01.02.                  | San Francisco                                    | Volvo Tennis Open                                  | ATP World Series        | Hartplatz (i)          | Andre Agassi                    | Scott Davis Jacco Eltingh          |
| 01.02.                  | Dubai                                            | Dubai Tennis Championships                         | ATP World Series        | Hartplatz              | Karel Nováček                   | John Fitzgerald Anders Järryd      |
| 01.02.                  | Marseille                                        | Open 13                                            | ATP World Series        | Teppich (i)            | Marc Rosset                     | Arnaud Boetsch Olivier Delaître    |
| 08.02.                  |                                                  |                                                    |                         |                        |                                 |                                    |
| Mailand                 | Muratti Time Indoor                              | ATP Championship Series                            | Teppich (i)             | Boris Becker           | Mark Kratzmann Wally Masur      |                                    |
| Memphis                 | Kroger St. Jude International                    | ATP Championship Series                            | Hartplatz (i)           | Jim Courier            | Todd Woodbridge Mark Woodforde  |                                    |
| 15.02.                  |                                                  |                                                    |                         |                        |                                 |                                    |
| Philadelphia            | Comcast U.S. Indoor                              | ATP Championship Series                            | Teppich (i)             | Mark Woodforde         | Jim Grabb Richey Reneberg       |                                    |
| Stuttgart               | Eurocard Open                                    | ATP Championship Series                            | Teppich (i)             | Michael Stich          | Mark Kratzmann Wally Masur      |                                    |
| 22.02.                  | Scottsdale                                       | Tennis Channel Open                                | ATP World Series        | Hartplatz              | Andre Agassi                    | Mark Keil Dave Randall             |
| 22.02.                  | Rotterdam                                        | ABN AMRO World Tennis Tournament                   | ATP World Series        | Teppich (i)            | Anders Järryd                   | Henrik Holm Anders Järryd          |
| 22.02.                  | Mexiko-Stadt                                     | Abierto Mexicano Telcel                            | ATP World Series        | Sand                   | Thomas Muster                   | Leonardo Lavalle Jaime Oncins      |
| 01.03.                  |                                                  |                                                    |                         |                        |                                 |                                    |
| Indian Wells            | Newsweek Champions Cup                           | ATP Super 9                                        | Hartplatz               | Jim Courier            | Guy Forget Henri Leconte        |                                    |
| Kopenhagen              | Copenhagen Open                                  | ATP World Series                                   | Teppich (i)             | Andrei Olchowski       | David Adams Andrei Olchowski    |                                    |
| 08.03.                  |                                                  |                                                    |                         |                        |                                 |                                    |
| Miami                   | Lipton Championships                             | ATP Super 9                                        | Hartplatz               | Pete Sampras           | Richard Krajicek Jan Siemerink  |                                    |
| Saragossa               | Torneo Ciudad de Zaragoza                        | ATP World Series                                   | Teppich (i)             | Karel Nováček          | Martin Damm Karel Nováček       |                                    |
| 15.03.                  |                                                  |                                                    |                         |                        |                                 |                                    |
| Casablanca              | Grand Prix Hassan II                             | ATP World Series                                   | Sand                    | Guillermo Pérez Roldán | Mike Bauer Piet Norval          |                                    |
| 26.03.                  |                                                  |                                                    |                         |                        |                                 |                                    |
| Davis Cup Erste Runde   |                                                  |                                                    |                         |                        |                                 |                                    |
| 29.03.                  | Estoril                                          | Estoril Open                                       | ATP World Series        | Sand                   | Andrij Medwedjew                | David Adams Andrei Olchowski       |
| 29.03.                  | Durban                                           | SA Tennis Open                                     | ATP World Series        | Hartplatz              | Aaron Krickstein                | Lan Bale Byron Black               |
| 29.03.                  | Osaka                                            | Salem Open                                         | ATP World Series        | Hartplatz              | Michael Chang                   | Mark Keil Christo van Rensburg     |
| 05.04.                  |                                                  |                                                    |                         |                        |                                 |                                    |
| Barcelona               | Torneo Godó                                      | ATP Championship Series                            | Sand                    | Andrij Medwedjew       | Shelby Cannon Scott Melville    |                                    |
| Tokio                   | Japan Open Tennis Championships                  | ATP Championship Series                            | Hartplatz               | Pete Sampras           | Ken Flach Rick Leach            |                                    |
| 12.04.                  | Hongkong                                         | Hong Kong Open                                     | ATP World Series        | Hartplatz              | Pete Sampras                    | David Wheaton Todd Woodbridge      |
| 12.04.                  | Charlotte                                        | U.S. Men’s Clay Court Championships                | ATP World Series        | Sand                   | Horacio de la Peña              | Rikard Bergh Trevor Kronemann      |
| 12.04.                  | Nizza                                            | Philips Open                                       | ATP World Series        | Sand                   | Marc-Kevin Goellner             | David Macpherson Laurie Warder     |
| 19.04.                  |                                                  |                                                    |                         |                        |                                 |                                    |
| Seoul                   | Seoul Open                                       | ATP World Series                                   | Hartplatz               | Chuck Adams            | Jan Apell Peter Nyborg          |                                    |
| Monte Carlo             | Monte Carlo Open                                 | ATP Super 9                                        | Sand                    | Sergi Bruguera         | Stefan Edberg Petr Korda        |                                    |
| 26.04.                  | München                                          | BMW Open                                           | ATP World Series        | Sand                   | Ivan Lendl                      | Martin Damm Henrik Holm            |
| 26.04.                  | Atlanta                                          | AT&T Challenge                                     | ATP World Series        | Sand                   | Jacco Eltingh                   | Paul Annacone Richey Reneberg      |
| 26.04.                  | Madrid                                           | Madrid Tennis Grand Prix                           | ATP World Series        | Sand                   | Stefan Edberg                   | Tomás Carbonell Carlos Costa       |
| 03.05.                  |                                                  |                                                    |                         |                        |                                 |                                    |
| Hamburg                 | Panasonic German Open                            | ATP Super 9                                        | Sand                    | Michael Stich          | Paul Haarhuis Mark Koevermans   |                                    |
| Tampa                   | USTA Clay Court Classic of Tampa                 | ATP World Series                                   | Sand                    | Jaime Yzaga            | Todd Martin Derrick Rostagno    |                                    |
| 10.05.                  |                                                  |                                                    |                         |                        |                                 |                                    |
| Rom                     | Internazionali d’Italia                          | ATP Super 9                                        | Sand                    | Jim Courier            | Jacco Eltingh Paul Haarhuis     |                                    |
| Coral Springs           | Coral Springs International Tennis Championships | ATP World Series                                   | Sand                    | Todd Martin            | Patrick McEnroe Jonathan Stark  |                                    |
| 17.05.                  |                                                  |                                                    |                         |                        |                                 |                                    |
| Düsseldorf              | Peugeot World Team Cup                           | World Team Cup                                     | Sand                    | Vereinigte Staaten     | Vereinigte Staaten              |                                    |
| Bologna                 | Bologna Open                                     | ATP World Series                                   | Sand                    | Jordi Burillo          | Danie Visser Laurie Warder      |                                    |
| 23.05.                  |                                                  |                                                    |                         |                        |                                 |                                    |
| Paris                   | Roland Garros                                    | Grand Slam                                         | Sand                    | Sergi Bruguera         | Luke Jensen Murphy Jensen       |                                    |
| 07.06.                  | ’s-Hertogenbosch                                 | The Continental Grass Court Championships          | ATP World Series        | Rasen                  | Arnaud Boetsch                  | Patrick McEnroe Jonathan Stark     |
| 07.06.                  | London                                           | Stella Artois Championships                        | ATP World Series        | Rasen                  | Michael Stich                   | Todd Woodbridge Mark Woodforde     |
| 07.06.                  | Florenz                                          | Torneo Internazionale Citta di Firenze             | ATP World Series        | Sand                   | Thomas Muster                   | Tomás Carbonell Libor Pimek        |
| 14.06.                  | Halle                                            | Gerry Weber Open                                   | ATP World Series        | Rasen                  | Henri Leconte                   | Petr Korda Cyril Suk               |
| 14.06.                  | Manchester                                       | Direct Line Insurance Manchester Open              | ATP World Series        | Rasen                  | Jason Stoltenberg               | Ken Flach Rick Leach               |
| 14.06.                  | Genua                                            | Hypo Group Tennis International                    | ATP World Series        | Sand                   | Thomas Muster                   | Sergio Casal Emilio Sánchez        |
| 21.06.                  |                                                  |                                                    |                         |                        |                                 |                                    |
| Wimbledon               | Wimbledon                                        | Grand Slam                                         | Rasen                   | Pete Sampras           | Todd Woodbridge Mark Woodforde  |                                    |
| 05.07.                  | Newport                                          | Hall of Fame Tennis Championships                  | ATP World Series        | Rasen                  | Greg Rusedski                   | Javier Frana Christo van Rensburg  |
| 05.07.                  | Båstad                                           | Swedish Open                                       | ATP World Series        | Sand                   | Horst Skoff                     | Henrik Holm Anders Järryd          |
| 05.07.                  | Gstaad                                           | RADO Suisse Open                                   | ATP World Series        | Sand                   | Sergi Bruguera                  | Cédric Pioline Marc Rosset         |
| 16.07.                  |                                                  |                                                    |                         |                        |                                 |                                    |
| Davis Cup Viertelfinale |                                                  |                                                    |                         |                        |                                 |                                    |
| 19.07.                  |                                                  |                                                    |                         |                        |                                 |                                    |
| Stuttgart               | Mercedes Cup                                     | ATP Championship Series                            | Sand                    | Magnus Gustafsson      | Tom Nijssen Cyril Suk           |                                    |
| Washington, D.C.        | Newsweek Tennis Classic                          | ATP Championship Series                            | Hartplatz               | Amos Mansdorf          | Byron Black Rick Leach          |                                    |
| 26.07.                  |                                                  |                                                    |                         |                        |                                 |                                    |
| Montréal                | Canadian Open                                    | ATP Super 9                                        | Hartplatz               | Mikael Pernfors        | Jim Courier Mark Knowles        |                                    |
| Hilversum               | Dutch Open                                       | ATP World Series                                   | Sand                    | Carlos Costa           | Jacco Eltingh Paul Haarhuis     |                                    |
| 02.08.                  | Los Angeles                                      | Countrywide Classic                                | ATP World Series        | Hartplatz              | Richard Krajicek                | Wayne Ferreira Michael Stich       |
| 02.08.                  | Kitzbühel                                        | Generali Austrian Open                             | ATP World Series        | Sand                   | Thomas Muster                   | Juan Garat Roberto Saad            |
| 02.08.                  | Prag                                             | Skoda Czech Open                                   | ATP World Series        | Sand                   | Sergi Bruguera                  | Hendrik Jan Davids Libor Pimek     |
| 09.08.                  |                                                  |                                                    |                         |                        |                                 |                                    |
| Cincinnati              | Thriftway ATP Championships                      | ATP Super 9                                        | Hartplatz               | Michael Chang          | Andre Agassi Petr Korda         |                                    |
| San Marino              | Campionati Internazionali di San Marino          | ATP World Series                                   | Sand                    | Thomas Muster          | Daniel Orsanic Olli Rahnasto    |                                    |
| 16.08.                  |                                                  |                                                    |                         |                        |                                 |                                    |
| Indianapolis            | RCA Championships                                | ATP Championship Series                            | Hartplatz               | Jim Courier            | Scott Davis Todd Martin         |                                    |
| New Haven               | Volvo International                              | ATP Championship Series                            | Hartplatz               | Andrij Medwedjew       | Cyril Suk Daniel Vacek          |                                    |
| 23.08.                  | Umag                                             | Croatia Open Umag                                  | ATP World Series        | Sand                   | Thomas Muster                   | Filip Dewulf Tom Vanhoudt          |
| 23.08.                  | Schenectady                                      | OTB Open                                           | ATP World Series        | Hartplatz              | Thomas Enqvist                  | Bernd Karbacher Andrei Olchowski   |
| 23.08.                  | Long Island                                      | Waldbaum’s Hamlet Cup                              | ATP World Series        | Hartplatz              | Marc Rosset                     | Marc-Kevin Goellner David Prinosil |
| 30.08.                  |                                                  |                                                    |                         |                        |                                 |                                    |
| New York City           | US Open                                          | Grand Slam                                         | Hartplatz               | Pete Sampras           | Ken Flach Rick Leach            |                                    |
| 13.09.                  | Bordeaux                                         | Grand Prix Passing Shot                            | ATP World Series        | Sand                   | Sergi Bruguera                  | Pablo Albano Javier Frana          |
| 13.09.                  | Bukarest                                         | Romanian Open                                      | ATP World Series        | Sand                   | Goran Ivanišević                | Menno Oosting Libor Pimek          |
| 24.09.                  |                                                  |                                                    |                         |                        |                                 |                                    |
| Davis Cup Halbfinale    |                                                  |                                                    |                         |                        |                                 |                                    |
| 27.09.                  | Basel                                            | Davidoff Swiss Indoors                             | ATP World Series        | Hartplatz (i)          | Michael Stich                   | Byron Black Jonathan Stark         |
| 27.09.                  | Palermo                                          | Campionati Internazionali di Sicilia               | ATP World Series        | Sand                   | Thomas Muster                   | Sergio Casal Emilio Sánchez        |
| 27.09.                  | Kuala Lumpur                                     | Kuala Lumpur Open                                  | ATP World Series        | Teppich (i)            | Michael Chang                   | Jacco Eltingh Paul Haarhuis        |
| 04.10.                  | Toulouse                                         | Grand Prix de Tennis de Toulouse                   | ATP World Series        | Teppich (i)            | Arnaud Boetsch                  | Byron Black Jonathan Stark         |
| 04.10.                  | Athen                                            | Athens International                               | ATP World Series        | Sand                   | Jordi Arrese                    | Horacio de la Peña Jorge Lozano    |
| 04.10.                  | Sydney                                           | Australian Indoor Tennis Championship              | ATP Championship Series | Hartplatz (i)          | Jaime Yzaga                     | Patrick McEnroe Richey Reneberg    |
| 11.10.                  |                                                  |                                                    |                         |                        |                                 |                                    |
| Tokio                   | Seiko World Super Tennis                         | ATP Championship Series                            | Teppich (i)             | Ivan Lendl             | Grant Connell Patrick Galbraith |                                    |
| Bozen                   | Bolzano Open                                     | ATP World Series                                   | Teppich (i)             | Jonathan Stark         | Hendrik Jan Davids Piet Norval  |                                    |
| Tel Aviv                | Tel Aviv Open                                    | ATP World Series                                   | Hartplatz               | Stefano Pescosolido    | Sergio Casal Emilio Sánchez     |                                    |
| 18.10.                  | Wien                                             | CA Tennis Trophy                                   | ATP Championship Series | Teppich (i)            | Goran Ivanišević                | Byron Black Jonathan Stark         |
| 18.10.                  | Peking                                           | China Open                                         | ATP World Series        | Teppich (i)            | Michael Chang                   | Paul Annacone Doug Flach           |
| 18.10.                  | Lyon                                             | Grand Prix de Tennis de Lyon                       | ATP World Series        | Teppich (i)            | Pete Sampras                    | Gary Muller Danie Visser           |
| 25.10.                  |                                                  |                                                    |                         |                        |                                 |                                    |
| Stockholm               | Stockholm Open                                   | ATP Super 9                                        | Teppich (i)             | Michael Stich          | Todd Woodbridge Mark Woodforde  |                                    |
| Santiago de Chile       | Hellman’s Cup                                    | ATP World Series                                   | Sand                    | Javier Frana           | Mike Bauer David Rikl           |                                    |
| 01.11.                  |                                                  |                                                    |                         |                        |                                 |                                    |
| Paris-Bercy             | Paris Open                                       | ATP Super 9                                        | Teppich (i)             | Goran Ivanišević       | Byron Black Jonathan Stark      |                                    |
| São Paulo               | Banespa Open                                     | ATP World Series                                   | Sand                    | Alberto Berasategui    | Sergio Casal Emilio Sánchez     |                                    |
| 08.11.                  | Buenos Aires                                     | Topper South American Open                         | ATP World Series        | Sand                   | Carlos Costa                    | Tomás Carbonell Carlos Costa       |
| 08.11.                  | Antwerpen                                        | The European Community Championship                | ATP World Series        | Teppich (i)            | Pete Sampras                    | Grant Connell Patrick Galbraith    |
| 08.11.                  | Moskau                                           | Kremlin Cup                                        | ATP World Series        | Teppich (i)            | Marc Rosset                     | Jacco Eltingh Paul Haarhuis        |
| 15.11.                  |                                                  |                                                    |                         |                        |                                 |                                    |
| Frankfurt am Main       | ATP-Weltmeisterschaft                            | ATP-Weltmeisterschaft                              | Teppich (i)             | Michael Stich          |                                 |                                    |
| 22.11.                  |                                                  |                                                    |                         |                        |                                 |                                    |
| Johannesburg            | ATP-Weltmeisterschaft                            | ATP-Weltmeisterschaft                              | Teppich (i)             |                        | Jacco Eltingh Paul Haarhuis     |                                    |
| 03.12.                  |                                                  |                                                    |                         |                        |                                 |                                    |
| Davis Cup Finale        |                                                  |                                                    |                         |                        |                                 |                                    |

- 1 Turnierbeginn (ohne Qualifikation)
- 2 Das Kürzel „(i)“ (= indoor) bedeutet, dass das betreffende Turnier in einer Halle ausgetragen wurde

## Weltrangliste zum Saisonende
| Pos. | Spieler          | Punkte |
| ---- | ---------------- | ------ |
| 1.   | Pete Sampras     | 4128   |
| 2.   | Michael Stich    | 3445   |
| 3.   | Jim Courier      | 3390   |
| 4.   | Sergi Bruguera   | 2590   |
| 5.   | Stefan Edberg    | 2571   |
| 6.   | Andrij Medwedjew | 2415   |
| 7.   | Goran Ivanišević | 2186   |
| 8.   | Michael Chang    | 2154   |
| 9.   | Thomas Muster    | 2033   |
| 10.  | Cédric Pioline   | 2012   |

| Pos. | Spieler           | Punkte |
| ---- | ----------------- | ------ |
| 1.   | Grant Connell     | 2632   |
| 2.   | Patrick Galbraith | 2628   |
| 3.   | Todd Woodbridge   | 2393   |
| 4.   | Paul Haarhuis     | 2353   |
| 5.   | Byron Black       | 2245   |
| 6.   | Luke Jensen       | 2161   |
| 7.   | Gary Muller       | 2120   |
| 8.   | Mark Woodforde    | 2022   |
| 9.   | Cyril Suk         | 2008   |
| 10.  | Jonathan Stark    | 1981   |

## Turniersieger

### Einzel
| Platz | Spieler                | Siege | Grand Slam | ATP-WM | Super 9 | Championship Series | World Series | Hartplatz | Sand | Rasen | Teppich | Freiplatz | Halle |
| ----- | ---------------------- | ----- | ---------- | ------ | ------- | ------------------- | ------------ | --------- | ---- | ----- | ------- | --------- | ----- |
| 1.    | Pete Sampras           | 8     | 2          |        | 1       | 3                   | 2            | 5         |      | 1     | 2       | 6         | 2     |
| 2.    | Thomas Muster          | 7     |            |        |         |                     | 7            |           | 7    |       |         | 7         |       |
| 3.    | Michael Stich          | 6     |            | 1      | 2       | 1                   | 2            | 1         | 1    | 1     | 3       | 2         | 4     |
| 4.    | Sergi Bruguera         | 5     | 1          |        |         | 1                   | 3            |           | 5    |       |         | 5         |       |
| 4.    | Michael Chang          | 5     |            |        | 1       |                     | 4            | 3         |      |       | 2       | 3         | 2     |
| 4.    | Jim Courier            | 5     | 1          |        | 2       | 2                   | 1            | 4         | 1    |       |         | 4         | 1     |
| 7.    | Goran Ivanišević       | 3     |            |        | 1       |                     | 2            |           | 1    |       | 2       | 1         | 2     |
| 7.    | Andrij Medwedjew       | 3     |            |        |         | 2                   | 1            | 1         | 2    |       |         | 3         |       |
| 7.    | Marc Rosset            | 3     |            |        |         |                     | 3            | 1         |      |       | 2       | 1         | 2     |
| 10.   | Andre Agassi           | 2     |            |        |         |                     | 2            | 2         |      |       |         | 1         | 1     |
| 10.   | Boris Becker           | 2     |            |        |         | 1                   | 1            | 1         |      |       | 1       | 1         | 1     |
| 10.   | Arnaud Boetsch         | 2     |            |        |         |                     | 2            |           |      | 1     | 1       | 1         | 1     |
| 10.   | Carlos Costa           | 2     |            |        |         |                     | 2            |           | 2    |       |         | 2         |       |
| 10.   | Ivan Lendl             | 2     |            |        |         | 1                   | 1            |           | 1    |       | 1       | 1         | 1     |
| 10.   | Karel Nováček          | 2     |            |        |         | 1                   | 1            | 1         |      |       | 1       | 1         | 1     |
| 10.   | Jaime Yzaga            | 2     |            |        |         | 1                   | 1            | 1         | 1    |       |         | 1         | 1     |
| 17.   | Chuck Adams            | 1     |            |        |         |                     | 1            | 1         |      |       |         | 1         |       |
| 17.   | Jordi Arrese           | 1     |            |        |         |                     | 1            |           | 1    |       |         | 1         |       |
| 17.   | Alberto Berasategui    | 1     |            |        |         |                     | 1            |           | 1    |       |         | 1         |       |
| 17.   | Jordi Burillo          | 1     |            |        |         |                     | 1            |           | 1    |       |         | 1         |       |
| 17.   | Stefan Edberg          | 1     |            |        |         |                     | 1            |           | 1    |       |         | 1         |       |
| 17.   | Jacco Eltingh          | 1     |            |        |         |                     | 1            |           | 1    |       |         | 1         |       |
| 17.   | Thomas Enqvist         | 1     |            |        |         |                     | 1            | 1         |      |       |         | 1         |       |
| 17.   | Javier Frana           | 1     |            |        |         |                     | 1            |           | 1    |       |         | 1         |       |
| 17.   | Marc-Kevin Goellner    | 1     |            |        |         |                     | 1            |           | 1    |       |         | 1         |       |
| 17.   | Magnus Gustafsson      | 1     |            |        |         | 1                   |              |           | 1    |       |         | 1         |       |
| 17.   | Anders Järryd          | 1     |            |        |         |                     | 1            |           |      |       | 1       |           | 1     |
| 17.   | Richard Krajicek       | 1     |            |        |         |                     | 1            | 1         |      |       |         | 1         |       |
| 17.   | Aaron Krickstein       | 1     |            |        |         |                     | 1            | 1         |      |       |         | 1         |       |
| 17.   | Nicklas Kulti          | 1     |            |        |         |                     | 1            | 1         |      |       |         | 1         |       |
| 17.   | Henri Leconte          | 1     |            |        |         |                     | 1            |           |      | 1     |         | 1         |       |
| 17.   | Amos Mansdorf          | 1     |            |        |         | 1                   |              | 1         |      |       |         | 1         |       |
| 17.   | Todd Martin            | 1     |            |        |         |                     | 1            |           | 1    |       |         | 1         |       |
| 17.   | Andrei Olchowski       | 1     |            |        |         |                     | 1            |           |      |       | 1       |           | 1     |
| 17.   | Horacio de la Peña     | 1     |            |        |         |                     | 1            |           | 1    |       |         | 1         |       |
| 17.   | Guillermo Pérez Roldán | 1     |            |        |         |                     | 1            |           | 1    |       |         | 1         |       |
| 17.   | Mikael Pernfors        | 1     |            |        | 1       |                     |              | 1         |      |       |         | 1         |       |
| 17.   | Stefano Pescosolido    | 1     |            |        |         |                     | 1            | 1         |      |       |         | 1         |       |
| 17.   | Richey Reneberg        | 1     |            |        |         |                     | 1            | 1         |      |       |         | 1         |       |
| 17.   | Greg Rusedski          | 1     |            |        |         |                     | 1            |           |      | 1     |         | 1         |       |
| 17.   | Horst Skoff            | 1     |            |        |         |                     | 1            |           | 1    |       |         | 1         |       |
| 17.   | Jonathan Stark         | 1     |            |        |         |                     | 1            |           |      |       | 1       |           | 1     |
| 17.   | Jason Stoltenberg      | 1     |            |        |         |                     | 1            |           |      | 1     |         | 1         |       |
| 17.   | Alexander Wolkow       | 1     |            |        |         |                     | 1            | 1         |      |       |         | 1         |       |
| 17.   | Mark Woodforde         | 1     |            |        |         | 1                   |              |           |      |       | 1       |           | 1     |